# Daniel (Kowalczuk)
Daniel, imię świeckie Mychajło Stepanowycz Kowalczuk (ur. 15 maja 1949 w Hołyniu) – biskup Kościoła Prawosławnego Ukrainy (do 2018 Ukraińskiego Kościoła Prawosławnego Patriarchatu Kijowskiego).

## Życiorys
Ukończył szkołę podstawową, następnie pracował w kołchozie oraz w kombinacie obróbki drewna w Brosznowie. W 1972 ukończył seminarium duchowne w Moskwie. 21 września 1973 przyjął święcenia kapłańskie i został skierowany do pracy duszpasterskiej w eparchii iwano-frankowskiej, gdzie służył do 1990. W wymienionym roku przeszedł do Ukraińskiego Autokefalicznego Kościoła Prawosławnego i jako jeden z pierwszych przyjął w nim chirotonię biskupią. W 1992 został biskupem czerniowieckim i bukowińskim w jurysdykcji Patriarchatu Kijowskiego. W 1994 otrzymał godność metropolity.